# Jérôme Sother
Jérôme Sother est un photographe français, né le 3 juin 1975.

## Principales œuvres
- Crocodile tears (2006)

## Expositions
- 2008, Étape Photographique, Niort (collective)
- 2007,
  - Crocodile tears, école Jean-François Bladé, Lectoure
  - A good world, Pays-Bas
- 2005, 
  - Musée de Louviers, Louviers
  - Galerie de la filature Mulhouse